# Syndrome parkinsonien post-encéphalitique
 Mise en garde médicale
Le syndrome parkinsonien post-encéphalitique est un syndrome parkinsonien secondaire aigu qui apparaît fréquemment à la suite l'encéphalite léthargique (ou maladie de von Economo), qui provoqua une pandémie entre 1915 et 1930. Les patients peuvent présenter une bradykinésie ou une akinésie (souvent confondue avec une catatonie) associées à une rigidité des membres.  Les symptômes peuvent apparaître immédiatement ou après un délai de plusieurs années,.  La dégénérescence observée de la substantia nigra est probablement d'origine virale.  Les patients ne répondent aux médicaments antiparkinsoniens comme la DOPA que sur une courte durée.
L'Éveil est un film de Penny Marshall qui relate l'expérience d'un médecin confronté à la maladie et qui découvre l'effet miraculeux mais limité dans le temps de la DOPA sur ses patients catatoniques.